# オリジナルコンサート
『オリジナルコンサート〜私たちの創った音楽〜』（オリジナルコンサート わたしたちのつくったおんがく）は、1987年4月5日から1998年3月29日まで、テレビ朝日系列局で放送された音楽番組。
放送時間は、当初は毎週日曜 7:30 - 8:00であったが、1997年4月からは30分繰り上げの同7:00 - 7:30 (いずれもJST) に変更された。

## 概要
ヤマハ音楽教育システムのひとつであるジュニア・オリジナル・コンサート (JOC) の公開収録を主に放送。スポンサーには前出のヤマハを始め、同社傘下のヤマハ発動機、そして住友海上（現三井住友海上）などが名を連ねていた。

## 出演者
初期の司会者は石田純一だったが、その後はテレビ朝日のアナウンサーが交代で務めた。公民館で開催されていた時期には、「インターナショナルジュニアオリジナルコンサート」や「ユニセフチャリティオリジナルコンサート」も含め、長きにわたってフリーアナウンサーの深野弘子がコンサートの司会を担当していた。また番組末期には、スタジオで髙田万由子がDJ風に演奏を紹介するようになった。

## 内容
初期はスタジオ収録だったが、後に各地公民館でヤマハ音楽教室の生徒たちが自ら作曲した曲を、独奏や合奏で演奏する模様を公開録画し放送するようになった。番組中では次回の公開録画の予定がテロップで流れ、はがきで観覧人数を書いて応募することにより、ほとんどの確率で招待券が送られ、無料で鑑賞することができた。
また年に1回、世界中のヤマハ音楽教室から選ばれた生徒が演奏する「インターナショナルジュニアオリジナルコンサート」の模様や、「ユニセフチャリティオリジナルコンサート」（日本青年館やNHKホールなどで開催）の模様も公開録画され放送された。これらもはがきでの応募により観覧することができた。
テーマ曲は小泉今日子の「HOW R U?」
オープニングとエンディングにメリーゴーランドのCGをバックに流れた。

## JOCに出演した音楽家
- 朝川朋之（作曲家）
- 西村由紀江（ピアノ奏者）
- 加羽沢美濃（ピアノ奏者、作曲家）
- 上原ひろみ（ピアノ奏者）
- 上原彩子（ピアノ奏者）

## スタッフ
- 企画：川上源一
- 構成：多村映美、根田真児
- 技術：内野盛和、瀬戸孝男
- カメラ：石原晋、小坂久男
- 音声：高橋良一、倉野公嗣
- 調整：大塚隆広、松村清
- 音声：高橋良一、早川憲一、牧野行雄
- 照明：渡辺敏正
- 美術：坂本廉三
- 効果：明石彰、金城盛勝
- 編集：生稲寿也
- MA：今泉兼一朗
- TK：佐藤理恵子
- 企画協力：（財）ヤマハ音楽振興会
- ディレクター：大石泰、中村隆、平野友和、隈元秀彦
- プロデューサー：大村正二、石黒正人
- 制作著作：テレビ朝日

## ネット局
| 放送対象地域  | 放送局           | 系列           | 備考                                            |
| ------------- | ---------------- | -------------- | ----------------------------------------------- |
| 関東広域圏    | テレビ朝日       | テレビ朝日系列 | 制作局                                          |
| 北海道        | 北海道テレビ     | テレビ朝日系列 |                                                 |
| 青森県        | 青森朝日放送     | テレビ朝日系列 | 1991年10月開局から                              |
| 岩手県        | 岩手朝日テレビ   | テレビ朝日系列 | 1996年10月開局から                              |
| 宮城県        | 東日本放送       | テレビ朝日系列 |                                                 |
| 秋田県        | 秋田朝日放送     | テレビ朝日系列 | 1992年10月開局から                              |
| 山形県        | 山形テレビ       | テレビ朝日系列 | 1993年4月のテレビ朝日系列へのネットチェンジから |
| 福島県        | 福島放送         | テレビ朝日系列 |                                                 |
| 新潟県        | 新潟テレビ21     | テレビ朝日系列 |                                                 |
| 長野県        | 長野朝日放送     | テレビ朝日系列 | 1991年4月開局から                               |
| 静岡県        | 静岡朝日テレビ   | テレビ朝日系列 | [ 注釈 1 ]                                      |
| 石川県        | 北陸朝日放送     | テレビ朝日系列 | 1991年10月開局から                              |
| 中京広域圏    | 名古屋テレビ     | テレビ朝日系列 |                                                 |
| 近畿広域圏    | 朝日放送         | テレビ朝日系列 | 現：朝日放送テレビ                              |
| 広島県        | 広島ホームテレビ | テレビ朝日系列 |                                                 |
| 山口県        | 山口朝日放送     | テレビ朝日系列 | 1993年10月開局から                              |
| 香川県 岡山県 | 瀬戸内海放送     | テレビ朝日系列 |                                                 |
| 愛媛県        | 愛媛朝日テレビ   | テレビ朝日系列 | 1995年4月開局から                               |
| 福岡県        | 九州朝日放送     | テレビ朝日系列 |                                                 |
| 長崎県        | 長崎文化放送     | テレビ朝日系列 | 1990年4月開局から                               |
| 熊本県        | 熊本朝日放送     | テレビ朝日系列 | 1989年10月開局から                              |
| 大分県        | 大分朝日放送     | テレビ朝日系列 | 1993年10月開局から                              |
| 鹿児島県      | 鹿児島放送       | テレビ朝日系列 |                                                 |
| 沖縄県        | 琉球朝日放送     | テレビ朝日系列 | 1995年10月開局から                              |